# 신쿠라시키역
신쿠라시키역(일본어: 新倉敷駅 신쿠라시키에키[*])는 일본 오카야마현 구라시키시에 있는 역이다.

## 이용 가능 철도 노선
- 서일본 여객철도
  - 산요 신칸센
  - 산요 본선

## 승강장
| 1 | 산요 신칸센 | (하행) | 히로시마・하카타・가고시마 방면   |
| 2 | 산요 신칸센 | (상행) | 신오사카・도쿄 방면               |
| 3 | ■ 산요 본선 | (하행) | 후쿠야마・오노미치・히로시마 방면 |
| 4 | ■ 산요 본선 | (상행) | 오카야마・구라시키 방면           |

## 역 역사
- 1891년 7월 14일 - 다마시마역(일본어: 玉島駅, たましまえき)으로 영업 개시.
- 1975년 3월 10일 - 산요 신칸센 개통. 동시에 신쿠라시키역로 개칭되었다.